# Decenio de las Naciones Unidas para la Restauración de los Ecosistemas
El Decenio de las Naciones Unidas para la Restauración de los Ecosistemas se extiende desde el año 2021 hasta 2030. Al igual que en otras décadas internacionales relacionadas con la naturaleza, su propósito es promover los objetivos ambientales de las Naciones Unidas. Específicamente, para facilitar la cooperación global para la restauración de ecosistemas degradados y destruidos. Además de fomentar los esfuerzos para combatir el cambio climático, salvaguardar la biodiversidad, la seguridad alimentaria y el suministro de agua. Si bien se centra principalmente en promover la actividad de restauración por parte de los gobiernos nacionales, la ONU también busca promover tales esfuerzos en otros actores, que van desde el sector privado y las ONG hasta individuos comunes.
Tras el Decenio de las Naciones Unidas sobre la Diversidad Biológica 2011-2020, en junio de 2021 se lanzó el Decenio de Restauración de Ecosistemas. Las Naciones Unidas pidieron a los países que cumplan las promesas existentes de restaurar un área total similar al tamaño de China para 2030. También se anunció que el objetivo general de la década es catalizar un movimiento amigable con la naturaleza que dure más allá del plazo de 10 años.

## Lanzamiento
La década de las Naciones Unidas sobre la restauración de los ecosistemas comenzó el Día Mundial del Medio Ambiente, el 5 de junio de 2021. En un informe publicado en junio de 2021 para ayudar a lanzar la actividad, la ONU pidió a las naciones que cumplan los compromisos existentes de restauración de ecosistemas, que en total suman más de mil millones de hectáreas, proporcionalmente siendo más grande que China. Aproximadamente la mitad del PIB mundial depende directamente de la naturaleza, sin embargo, la humanidad está agotando los recursos naturales a aproximadamente 1,6 veces la tasa a la que la naturaleza puede restaurarlos. Alrededor del 40% de la población mundial ya sufre debido al agotamiento de los ecosistemas, y cerca del 20% de los países están en riesgo de colapso ecosistémico. El informe advirtió que los esfuerzos de restauración para abordar esto podrían contribuir con aproximadamente un tercio de la mitigación del cambio climático necesaria para 2030, así como proteger la naturaleza y la biodiversidad, con importantes beneficios para los humanos en términos de salud física, salud mental y económicos.
La ONU también pide esfuerzos adicionales más allá de los compromisos existentes, incluidos por ejemplo la acción para restaurar los ecosistemas acuáticos, y que el potencial  movimiento global dure posterior a 2030. La ONU también declaró que, si bien los esfuerzos de los gobiernos nacionales son vitales, todos tienen un papel que desempeñar, incluido el sector privado, las ONG y las personas.

### Restauración de ecosistemas

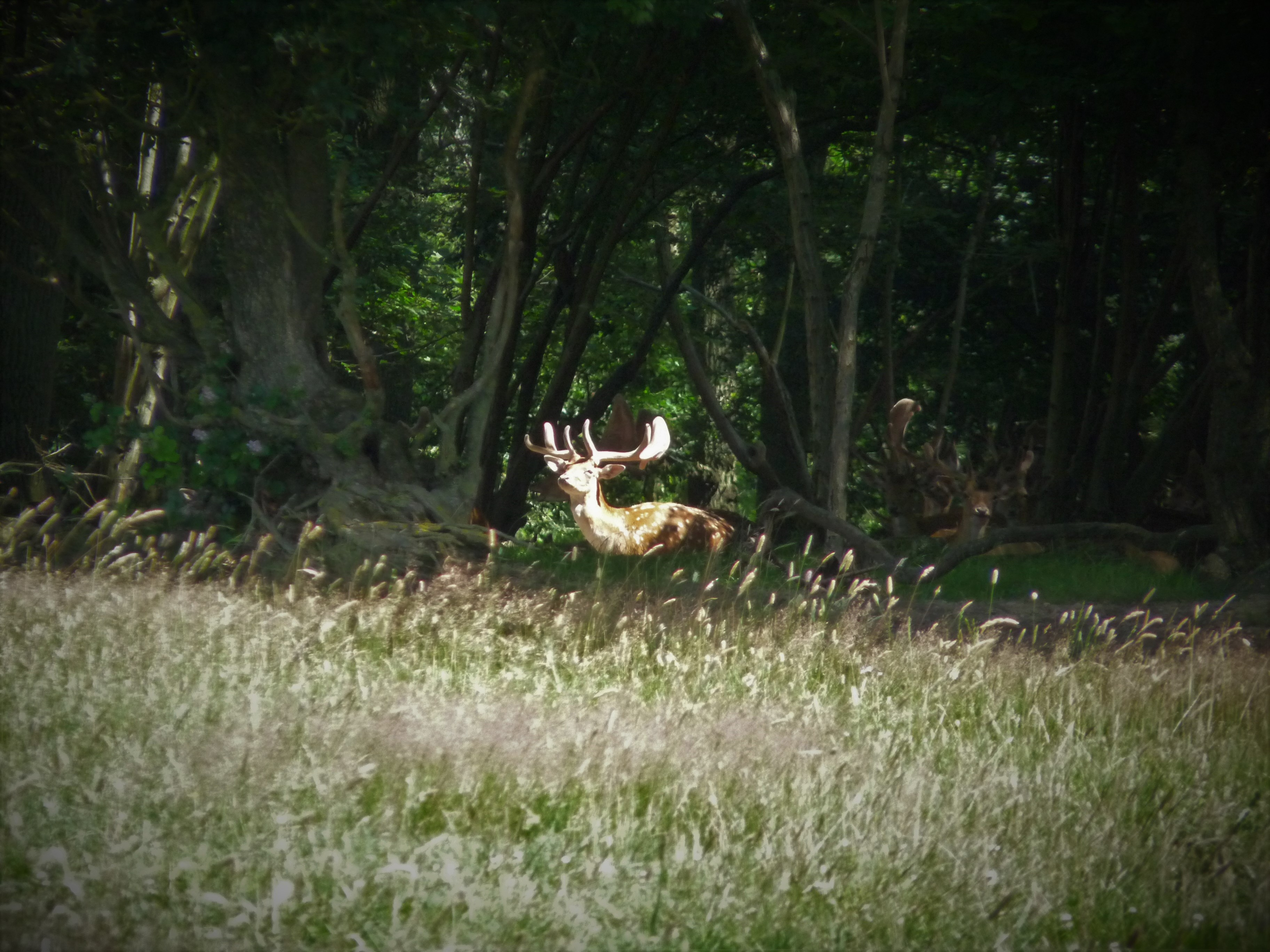
La iniciativa de regeneración de Knepp Wildland

La ONU define la restauración de ecosistemas como "el proceso de detener y revertir la degradación, lo que resulta en mejores servicios ecosistémicos y en recuperación de la biodiversidad". En la práctica, una restauración en particular puede implicar transiciones bastante diferentes, según lo que mejor se adapte a las condiciones locales.
- Un ecosistema natural degradado existente (por ejemplo, un bosque) podría restaurarse a un ecosistema natural saludable, por ejemplo, eliminando contaminantes o restaurando megafauna clave, como los ciervos.
- Un ecosistema modificado degradado (por ejemplo, tierras de cultivo) podría restaurarse a un ecosistema modificado más funcional, quizás restaurando setos que pueden ayudar a mejorar la calidad del suelo.
- Un ecosistema modificado degradado también podría sufrir una transformación más fundamental, restaurándolo hasta convertirse en un ecosistema completamente natural, aunque la ONU advierte que esto solo debe hacerse si no impacta negativamente a las personas locales que podrían depender de dicho ecosistema modificado.[1]

La ONU advierte que se necesitan diferentes enfoques para la restauración de ecosistemas: lo que funciona bien en un área puede fallar en otra. Los enfoques que recomiendan incluyen la agricultura regenerativa, la restauración ecológica y la resilvestración.

### Organismos y socios clave
El Decenio de las Naciones Unidas para la Restauración de los Ecosistemas está codirigido por dos agencias de las Naciones Unidas: el PNUMA y la Organización de las Naciones Unidas para la Agricultura y la Alimentación (FAO). Otros organismos clave involucrados son el Centro de Investigación Forestal Internacional (CIFOR), la Unión Internacional para la Conservación de la Naturaleza (UICN) y el Foro Global de Paisajes (GLF). Para apoyar la Década de las Naciones Unidas, se asociarán con otras agencias, órganos y secretarías de convenciones de las Naciones Unidas, y con organizaciones internacionales e indígenas.

## Prelanzamiento

### Proclamación
Durante la reunión del Desafío de Bonn en marzo de 2018, El Salvador anunció planes para proponer un Decenio de las Naciones Unidas para la Restauración de Ecosistemas 2021-2030, destinado a impulsar los esfuerzos existentes para restaurar ecosistemas degradados. El liderazgo de El Salvador en la restauración de ecosistemas surgió de su apoyo al Desafío de Bonn, que tiene como objetivo restaurar 350 millones de hectáreas de ecosistemas degradados a nivel mundial para 2030, y de la aprobación de la Declaración de Nueva York sobre Bosques. Como uno de los seis países piloto del Desafío de Bonn, El Salvador se ha comprometido a restaurar 1 millón de hectáreas, equivalente a la mitad del territorio del país.
71 países apoyaron la propuesta en su presentación por la Ministra de Medio Ambiente y Recursos Naturales de El Salvador, Lina Pohl, en el 73° período de sesiones de la Asamblea General de las Naciones Unidas en septiembre de 2018. El 1 de marzo de 2019, la Asamblea General de la ONU adoptó oficialmente la resolución que declara 2021-2030 la Década de la Restauración de Ecosistemas de la ONU.
Según la ministra Pohl, "la restauración de ecosistemas promovida a través de esta Década de la ONU adopta un enfoque de paisaje multifuncional, mirando el mosaico de usos de la tierra interdependientes en los que las prioridades ecológicas, económicas, sociales y basadas en el desarrollo pueden encontrar convergencia, equilibrio y complementariedad."

### Razón fundamental

El Índice de integridad del paisaje forestal mide anualmente la modificación antropogénica global en los bosques restantes. 0 = mayor modificación; 10 = Menor modificación.

El material previo al lanzamiento sugiere que el Decenio de las Naciones Unidas para la Restauración de Ecosistemas se centraría en equilibrar las prioridades ecológicas, sociales y de desarrollo en paisajes donde interactúan diferentes formas de uso de la tierra, con el objetivo de fomentar la resiliencia a largo plazo.
Un ecosistema incluye todos los organismos vivos y su interacción entre ellos y su entorno físico (como el suelo, el clima, la atmósfera y el tiempo). Cada organismo juega un papel clave y contribuye a la salud y productividad del ecosistema en su conjunto. Los ecosistemas son interdependientes y el daño o el desequilibrio de estos pueden tener consecuencias devastadoras y de gran alcance. La biodiversidad subyace a todos los servicios de los ecosistemas, que son los beneficios que las personas obtienen de los ecosistemas, indispensables para la salud, la supervivencia y el bienestar. Estos pueden ser clasificados como servicios de aprovisionamiento (alimentos, agua dulce, madera y fibra, y combustible), servicios de regulación (modulación del clima, enfermedades, suministro de alimentos y pureza del agua) y servicios culturales (que sirven a los servicios estéticos, espirituales y educativos. necesidades).
Las actividades humanas están afectando la capacidad de los ecosistemas para proporcionar estos bienes y servicios. Los factores que impulsan la pérdida de biodiversidad y la disminución del funcionamiento de los ecosistemas incluyen el cambio climático, la deforestación, la desertificación y la degradación de la tierra, la disminución del agua dulce, la sobreexplotación, el agotamiento del ozono estratosférico y la contaminación antrópica. La degradación de los ecosistemas terrestres y marinos se suma a la amenaza de extinción masiva de especies y tiene un impacto negativo en el bienestar de unos 3.200 millones de personas, con un costo de alrededor del 10% del producto interno bruto mundial anual (c. $ 6.3 billones de dólares) en pérdidas de especies y servicios ecosistémicos. La degradación de las tierras agrícolas y los ecosistemas reduce la resiliencia al cambio climático, lo que aumenta el riesgo de un colapso catastrófico ante el aumento de las temperaturas y los cambios en los patrones de lluvia. Los beneficios que las generaciones futuras pueden obtener de los ecosistemas se verán muy reducidos a menos que se aborden estos problemas.
La restauración de ecosistemas busca reparar parte del daño causado a los ecosistemas y la biodiversidad. Esta busca ayudar a la recuperación de ecosistemas degradados, dañados y destruidos, para recuperar la funcionalidad ecológica y proporcionar bienes y servicios de valor para los humanos. Los efectos beneficiosos de la restauración de los ecosistemas incluyen una mayor seguridad alimentaria y del agua, la contribución a la mitigación y adaptación al cambio climático y la gestión de los riesgos asociados de conflicto y migración. La restauración para 2030 de 350 millones de hectáreas de ecosistemas terrestres y acuáticos degradados podría generar 9 billones de dólares en servicios de ecosistemas y eliminar de 13 a 26 gigatoneladas de gases de efecto invernadero de la atmósfera. Los beneficios obtenidos de la generación de ecosistemas exceden en promedio diez veces los costos de la inversión inicial, mientras que el costo de la inacción es al menos tres veces el costo de la restauración del ecosistema.

### Oportunidad y objetivos
Alrededor de 2000 millones de hectáreas de tierras degradadas en todo el mundo tienen potencial para ser sometidos a una restauración de ecosistemas. La mayor parte del trabajo de rehabilitación podría adoptar la forma de "restauración en mosaico", en la que los bosques se combinan con áreas protegidas, agricultura, masas de agua y asentamientos humanos a escala de todo el paisaje.
La restauración transformacional de los ecosistemas requiere un fuerte compromiso y los esfuerzos de los países, la comunidad internacional, la sociedad civil, el sector privado y otros actores. Alcanzar el objetivo del Desafío de Bonn de restaurar al menos 350 millones de hectáreas de paisajes degradados para 2030 podría generar hasta $9 billones en beneficios netos y aliviar la pobreza en muchas comunidades rurales. El Decenio de las Naciones Unidas tiene como objetivo promover un enfoque concertado y holístico centrado en el paisaje para la interdependencia de los ecosistemas, las necesidades humanas y la biodiversidad, para acelerar el progreso necesario para mantener y restaurar los ecosistemas. 
El Decenio de las Naciones Unidas para la Restauración de los Ecosistemas se estableció con el fin de:
- Construir una visión común, priorizando la restauración del ecosistema desde el nivel global al local para acelerar la reversión de la degradación de los ecosistemas.
- Incorporar la restauración de ecosistemas en las políticas y planificaciones para abordar los desafíos actuales del desarrollo debido a la degradación de la tierra, la pérdida de biodiversidad y la vulnerabilidad al cambio climático.
- Fomentar un enfoque holístico para lograr los compromisos internacionales y las prioridades nacionales a través de la restauración de ecosistemas y paisajes.
- Mejorar la cooperación y la movilización de recursos para aumentar el flujo de recursos financieros, tecnológicos, conocimientos y creación de capacidad a los países y jurisdicciones que trabajan para cumplir con los objetivos nacionales y los compromisos internacionales, incluidos los Objetivos de Desarrollo Sostenible, a través de la restauración de ecosistemas.
- Fomentar las asociaciones y las inversiones, promoviendo una economía resiliente aumentando el apoyo a la generación de valor de los pequeños agricultores a partir de los productos del uso de la tierra y el potencial para contribuir a la restauración de los ecosistemas.
- Promover la cooperación entre los proveedores de fondos, los gobiernos, la sociedad civil y el sector privado para ayudar a superar las barreras para ampliar los sistemas productivos eficientes en el uso de los recursos en asociación con la restauración de ecosistemas.
- Sensibilizar sobre la importancia de los ecosistemas funcionales para el bienestar humano y las actividades productivas, el desarrollo local y la sostenibilidad económica de la sociedad.

### Vínculos a otras iniciativas
Se reconoce que la restauración de ecosistemas es un componente clave para lograr los objetivos de los convenios y acuerdos internacionales existentes. Estos incluyen la Agenda 2030 para el Desarrollo Sostenible y, en virtud de ella, los Objetivos de Desarrollo Sostenible (ODS), el Plan Estratégico para la Diversidad Biológica 2020 y sus Metas de Aichi para la Diversidad Biológica, la Convención Marco de las Naciones Unidas sobre el Cambio Climático y el Acuerdo de París, la Convención de las Naciones Unidas de Lucha contra la Desertificación y su objetivo de neutralidad en la degradación de la tierra, la Convención de Ramsar y el Plan Estratégico de las Naciones Unidas sobre los Bosques 2017-2030.
La restauración del ecosistema contribuirá a los 17 Objetivos de Desarrollo Sostenible, en particular al ODS 15 (Vida en la tierra), ODS 2 (Hambre cero), ODS 6 (Agua limpia y saneamiento), ODS 7 (Energía asequible y limpia), ODS 12 (Responsable Consumo y producción), ODS 13 (Acción por el clima), ODS 14 (Vida submarina) y ODS 17 (Alianzas para los objetivos). El párrafo 27 de la Declaración Ministerial del Foro Político de Alto Nivel sobre los ODS celebrado en julio de 2018 establece los compromisos asumidos para lograr la gestión sostenible de todos los tipos de bosques, detener la deforestación, restaurar los bosques degradados y aumentar sustancialmente la forestación y reforestación a nivel mundial para 2020.
Las actividades planificadas durante el Decenio de las Naciones Unidas para la Restauración de Ecosistemas también están diseñadas para contribuir al Desafío de Bonn que busca restaurar tierras degradadas y deforestadas. La Década de las Naciones Unidas se basa en los esfuerzos regionales de restauración, como la Iniciativa 20x20 en América Latina, que tiene como objetivo restaurar 20 millones de hectáreas de tierras degradadas para 2020; y la Iniciativa de Restauración del Paisaje Forestal Africano AFR100, que tiene como objetivo restaurar 100 millones de hectáreas de tierras degradadas para 2030.

### Resoluciones de restauración de ecosistemas
Las resoluciones relevantes para la restauración de ecosistemas adoptadas durante las Asambleas Ambientales de la ONU del Programa de las Naciones Unidas para el Medio Ambiente (PNUMA) incluyen:
- UNEP / EA.1 / L.08 Adaptación basada en ecosistemas.[37]
- UNEP / EA.2 / L.24 Luchar contra la desertificación, la degradación de las tierras y la sequía y promoción del pastoreo y los pastizales sostenibles.[38]
- UNEP / EA.3 / L.10 Abordar la contaminación del agua para proteger y restaurar los ecosistemas relacionados con el agua.[39]

Las siguientes resoluciones aprobadas durante la cuarta Asamblea de las Naciones Unidas para el Medio Ambiente, realizada entre el 11 y 15 de marzo de 2019, destacan la importancia de la restauración de los ecosistemas:
- UNEP / EA.4 / L.11 Innovaciones sobre diversidad biológica y degradación de la tierra
- UNEP / EA.4 / L.19 Conservación y ordenación sostenible de las turberas.
- UNEP / EA.4 / L.14 Gestión sostenible de los arrecifes de coral.
- UNEP / EA.4 / L.13 Gestión sostenible para la salud mundial de los manglares.